# Carlo Dolci
Carlo Dolci, auch Carolino genannt (* 25. Mai 1616 in Florenz; † 17. Januar 1686 ebenda) war ein italienischer Maler des Barock.

## Leben
Dolci war ein Sohn des Schneiders Andrea Dolci und dessen Frau Agnese (geborene Marinari). Er kam um 1625 als Schüler in das Atelier von Jacopo Vignali. Nach eigenen Aussagen wurde Dolci neben seinem Lehrer Vignali auch von Agnolo Bronzino sehr beeinflusst. Trotzdem hatte er aber zu einem eigenen Stil gefunden. Er widmete sich fast ausschließlich der Malerei christlicher Themen und fertigte ab 1640 Altarbilder im Gebiet von Florenz sowie Bildnisse von Andachten, die für ihre leuchtende Farbigkeit und minuziöse Pinselarbeit bekannt wurden. Viele seiner Madonnen wurden von anderen Künstlern kopiert. 1648 wurde er von der Accademia dell’Arte del Disegno in Florenz als Mitglied aufgenommen. Bei dieser Gelegenheit fertigte er ein Bildnis des Fra Angelico nach dessen Grabrelief an. Er erhielt in den Jahren 1648 bis 1656 mehrere Aufträge für weibliche Halbfigurenbilder durch den italienischen Dichter Bartolomeo Corsini, darunter die Allegorien der Poesie, des Friedens und der Hoffnung und die Lesende Magdalena. In den nächsten Jahren wurde er von Cosimo III. und Kardinal Carlo di Medici beauftragt, einige Heiligenbilder anzufertigen.

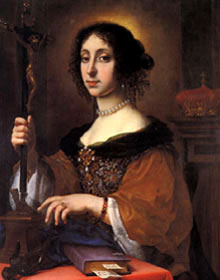
Prinzessin Claudia als Galla Placidia

Um Ostern 1672 unternahm er eine Reise nach Tirol, die ihn auf das Schloss Ambras in Innsbruck führte. Anlass war die für 1673 geplante Eheschließung der Prinzessin Claudia Felice mit dem Kaiser Leopold I., für die er Porträts anfertigen sollte, da der Hofmaler Justus Suttermans bereits zu alt war. Am 5. April 1672 begab er sich auf den Weg nach Innsbruck, wo er am 17. April eintraf und sofort nach dem Osterfest begann, zwei Bildnisse der Prinzessin zu malen. Hier hielt er sich wohl bis zum 25. August 1672 auf und kam am 8. September wieder in Florenz an. Eines der beiden Porträts kam später ins Wiener Hofmuseum, das zweite musste Dolci im Jahr 1675 zu einem Idealbildnis der Kaiserin Galla Placidia umarbeiten. Etwa um diese Zeit fertigte er das Porträt der Witwe Vittoria della Rovere, für die er kurz zuvor ein Bild des schlafenden Johannes mit seinen Eltern vollendet hatte, als er erkrankte 1673 und die ersten Anfälle seines Leidens verhinderten, dass er in Österreich weitere Porträtaufträge erhielt. Nach seiner Gesundung arbeitete er an der großen Tafel des Schutzengels mit dem Kinde, die am 10. Oktober 1675 in der Kathedrale zu Prato aufgestellt wurde. 1675 begann er mit der Herstellung des großen Altars mit der Erscheinung der Madonna vor dem hl. Ludwig, der unvollendet blieb. Auch eine wohl um 1682 begonnene Komposition nach Ottavio Vanninis Gemälde der Magier wurde nicht mehr fertiggestellt.
Nach Gerüchten von Zeitgenossen starb Dolci, angeblich wegen tadelnder Bemerkungen von Luca Giordano, die dazu führten, dass er in den letzten Jahren melancholisch geworden sei.

## Familie
Im Jahr 1654 heiratete er Teresa (geborene Bucherelli, 1638/39–1683), eine Tochter von Giovanni Bucherelli. Sie hatten acht Kinder, darunter nur einen Sohn.
- Anna (* um 1657)
- Agnese (* 14. September 1659; † 1680 oder 1689) ⚭ mit dem Seidenweber Stefano di Carlo Ba[c]ci, war die Schülerin ihres Vaters und malte in seiner Art.[3]
- Andrea Dolci wurde Priester.
- Agatha
- Elizabeth
- Giovanna
- Angiola

## Werke (Auswahl)
Während damals die oberflächliche Bravourmalerei vorherrschend war, malte Dolci sorgfältig mit zart vertriebenen Farben. Doch war auch bei ihm der Reiz des Affektierten das treibende Moment; eine fade Süßlichkeit, ein sentimentaler Ausdruck charakterisieren seine Andachtsbilder, und zur Erreichung einer plastischen Wirkung glaubte er der schwarzen Schatten trotz seiner sonst harmonischen Färbung nicht entbehren zu dürfen. Er datierte seine Werke auf der Rückseite und hielt dort weitere Informationen zum Auftraggeber oder der Bezahlung fest. Als sein frühestes Werk gilt ein Jünglingsporträt, das er bereits im Alter von 14 Jahren malte. Weitere Jugendarbeiten waren ein hl. Paulus und eine Madonna mit der Lilie (Carolus Dolcius fac. 1642).
- 1674: Selbstporträt[4]
- Porträt der Erzherzogin Claudia (Uffizien, Florenz)
- Christus segnet Brot und Wein
- Cäcilia an der Orgel[5]
- Die heilige Maria Magdalena[6]
- Die Tochter der Herodias
- Die heilige Katherina liest ein Buch[7]

Die Tochter der Herodias
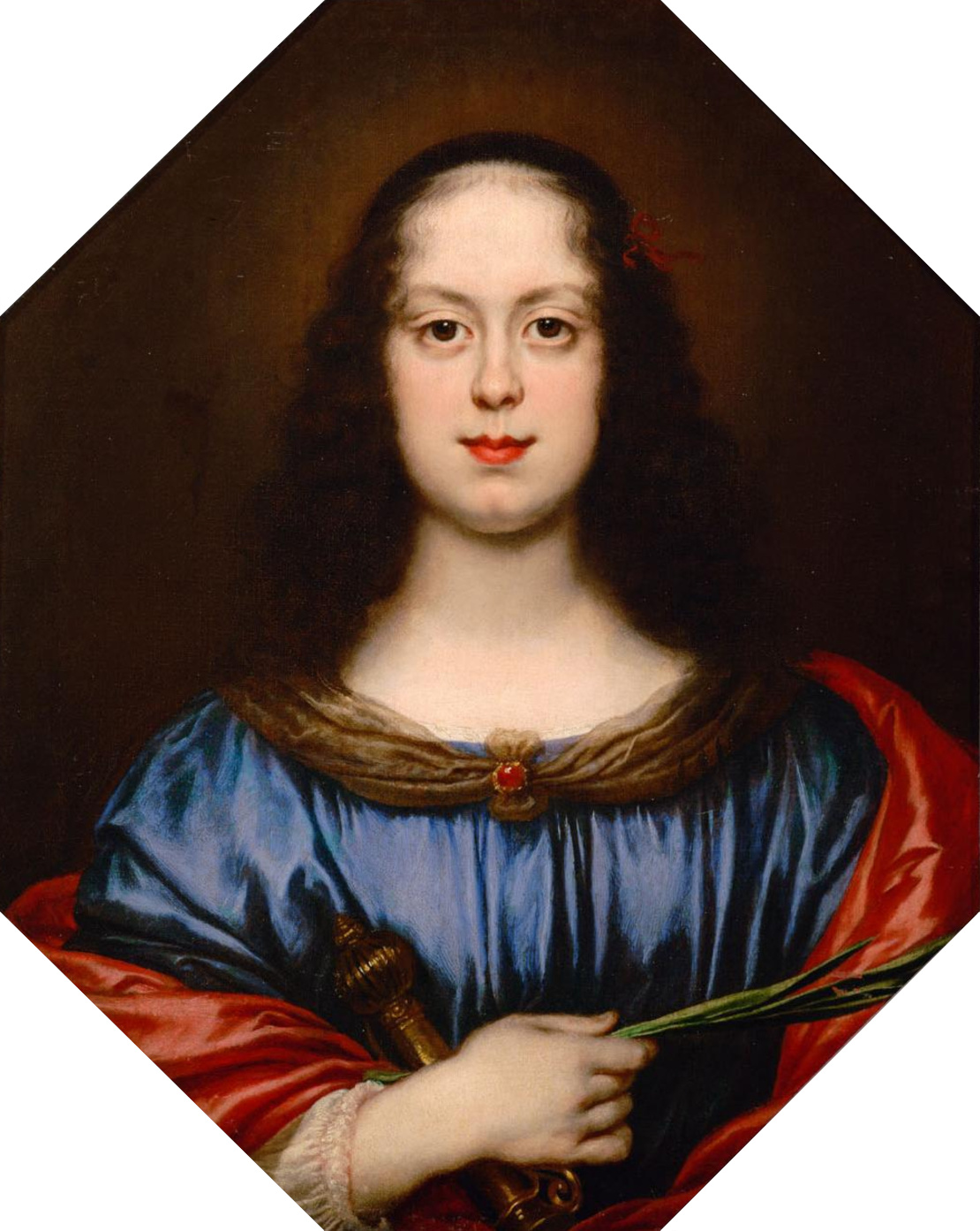
Vittoria della Rovere als Hl. Katharina (1640er Jahre)
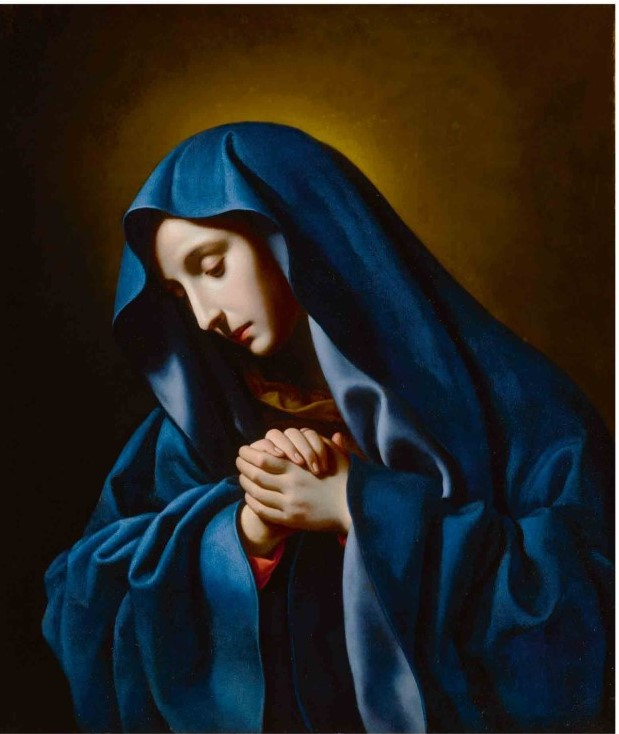
Mater Dolorosa (1650er Jahre)
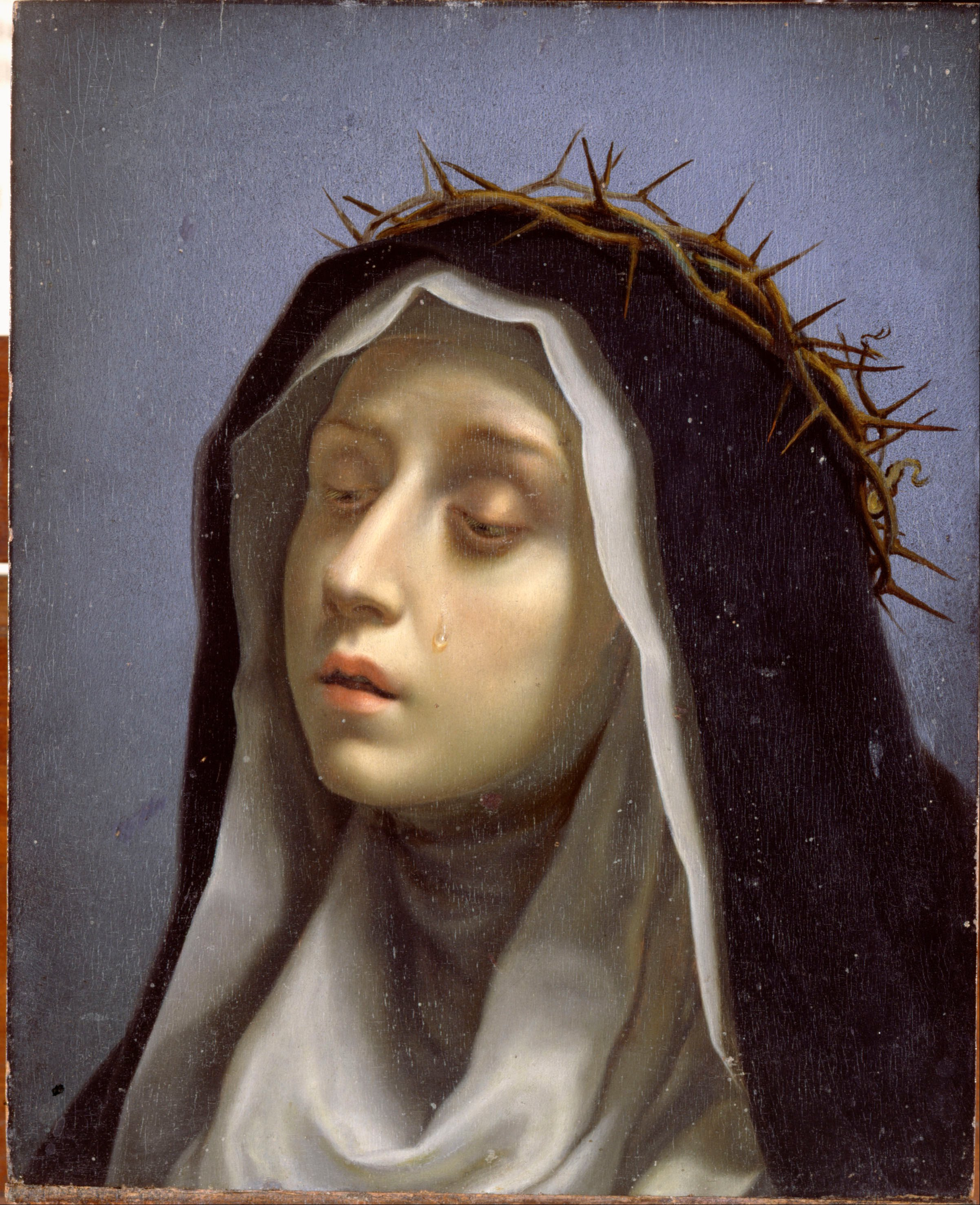
Hl Katharina von Siena (um 1665)
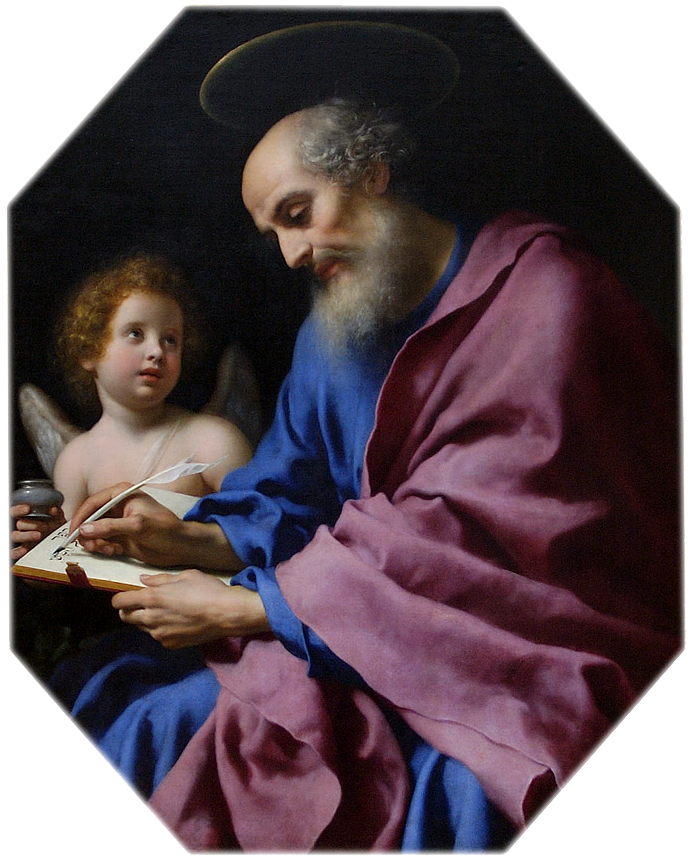
Hl. Matthäus (1670er Jahre)
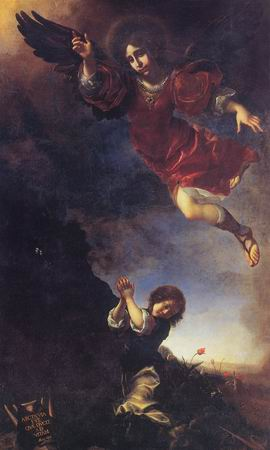
Der Schutzengel mit dem Kinde
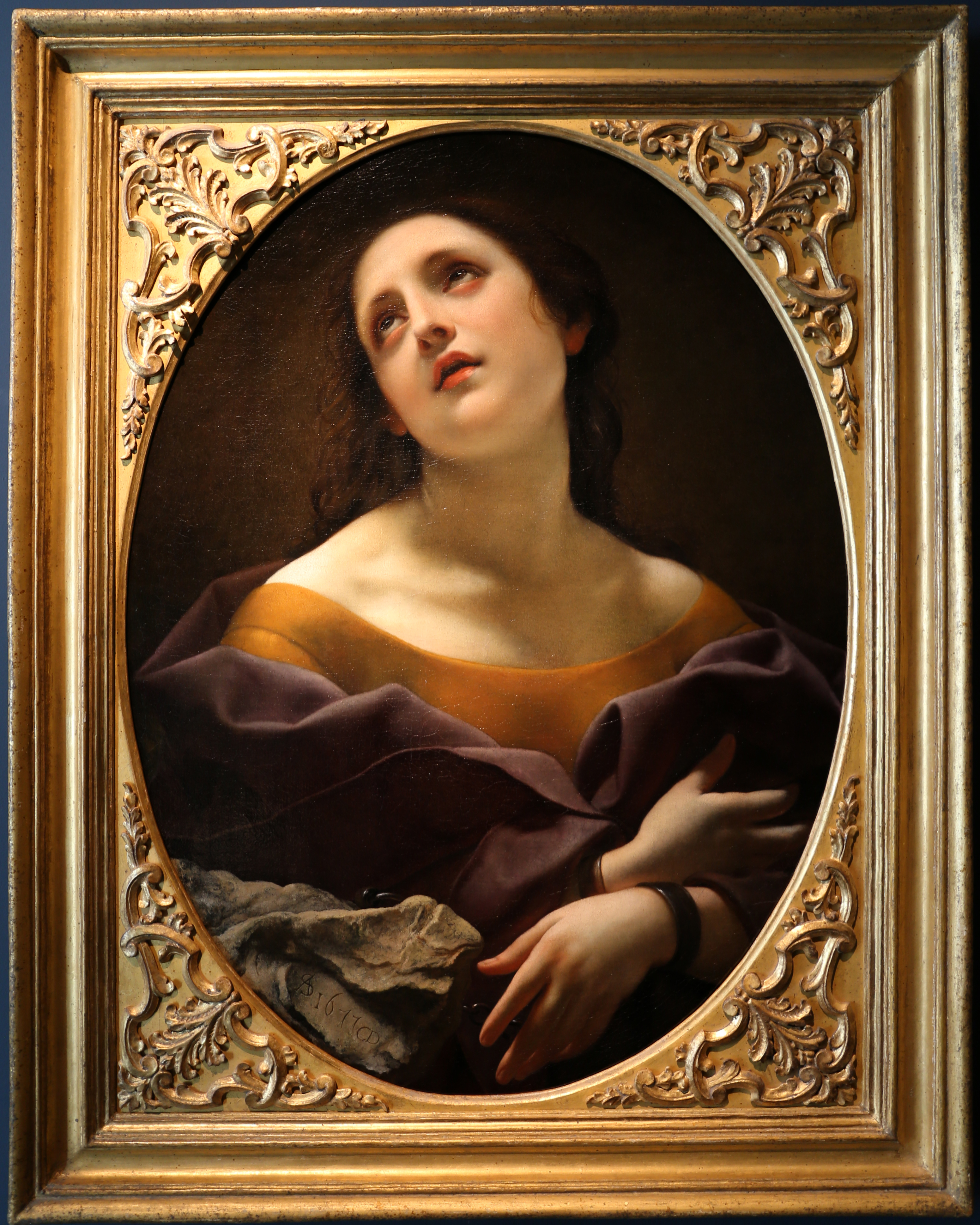
Allegorie der Duldsamkeit (1677)